# Erioptera (Meterioptera) bengalensis
Erioptera (Meterioptera) bengalensis is een tweevleugelige uit de familie steltmuggen (Limoniidae). De soort komt voor in het Oriëntaals gebied.